# Stora Eldøy
Stora Eldøy est une île norvégienne dans le comté de Hordaland. Elle appartient administrativement à Fitjar.

## Géographie
Rocheuse et pratiquement désertique à l'exception d'une légère végétation, elle s'étend sur environ 1,9 km de longueur pour une largeur approximative de 948 m. 